# Våtrumsfolie

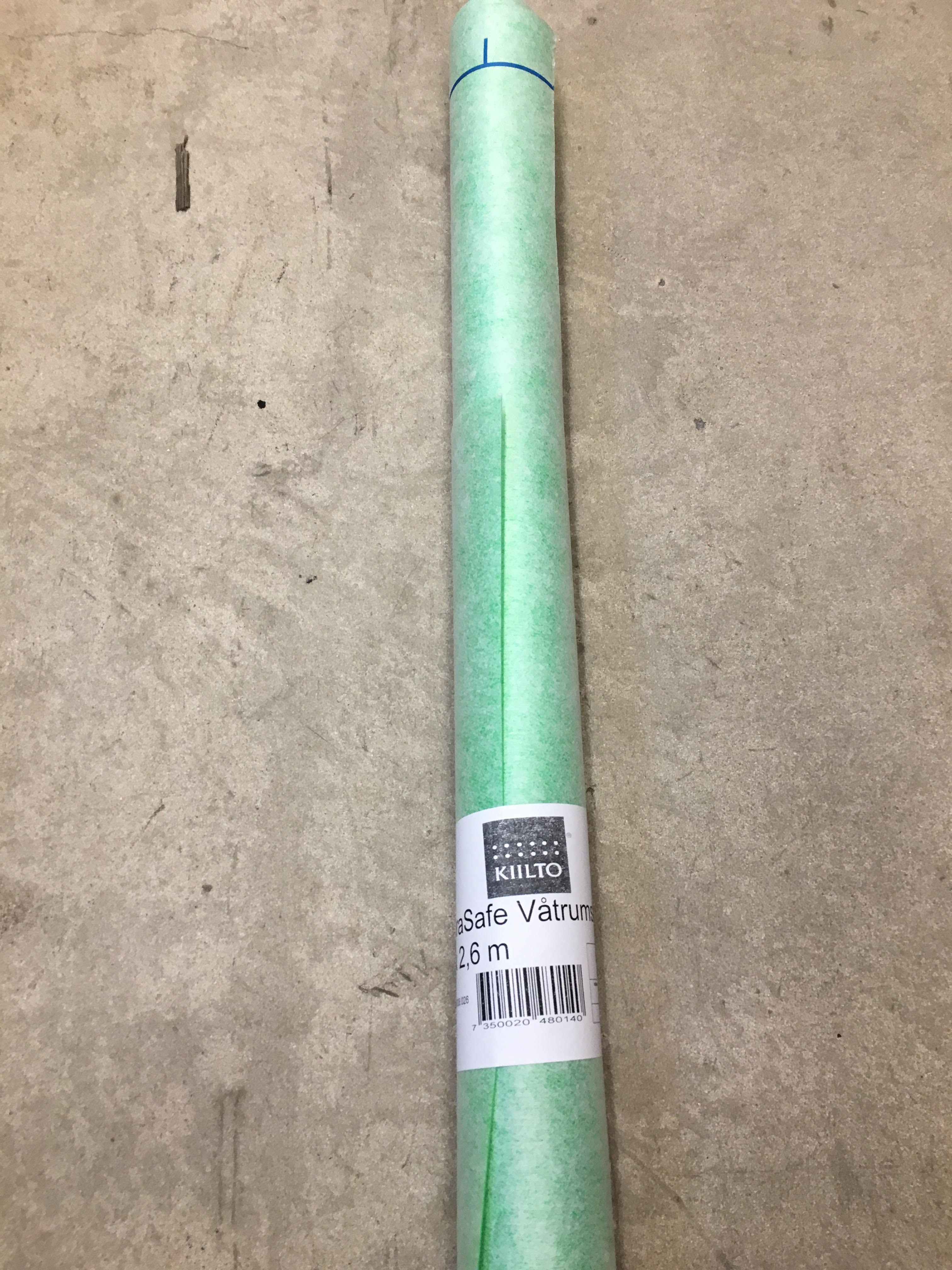
Våtrumsfolie från Kiilto

Våtrumsfolie, även kallat tätskiktsduk eller tätskiktsfolie är en folieduk, oftast av gjort av polypropylen. Våtrumsfolie används som tätskikt bakom keramik eller stenbeläggningar i våtrum och liknande anläggningar med syftet att hålla tätt mot vatten och ånga. Ofta i kombination med ett flytande tätskikt som också används som lim för folieduken. Våtrumsfolien limmas på underlaget innan plattsättning.